# 628 Christine
Christine (asteróide 628) é um asteróide da cintura principal com um diâmetro de 49,72 quilómetros, a 2,4651549 UA. Possui uma excentricidade de 0,0448335 e um período orbital de 1 514,42 dias (4,15 anos).
Christine tem uma velocidade orbital média de 18,54001902 km/s e uma inclinação de 11,52862º.
Esse asteróide foi descoberto em 7 de Março de 1907 por August Kopff.